# 327 Columbia
327 Columbia là một tiểu hành tinh ở vành đai chính. Nó được Auguste Charlois phát hiện ngày 22.3.1892 ở Nice, và được đặt theo tên Christopher Columbus.